# Kiyofumi Nagai
Kiyofumi Nagai (jap. 永井清史 Nagai Kiyofumi; ur. 18 maja 1983 w Mino) – japoński kolarz torowy startujący w konkurencji keirin, brązowy medalista olimpijski.
Jeden raz występował w igrzyskach olimpijskich. W 2008 w Pekinie zdobył brązowy medal w keirin oraz szóste miejsce w drużynowym sprincie.